# The Hippy Hippy Shake
The Hippy Hippy Shake, noto anche come Hippy Hippy Shake è un brano di Chan Romero del luglio 1959, di buon successo commerciale. In Australia, il singolo arrivò alla terza posizione delle classifiche.

## Covers

### The Beatles e correlati
The Hippy Hippy Shake era un brano popolare fra i gruppi del Merseyside; fra le tante versioni di queste bands merseybeat, si annovera un successo da seconda posizione nella classifica nazionale e da Top 30 negli USA interpretato dai Swinging Blues Jeans nel dicembre 1963. Paul McCartney, bassista dei Fab Four, citò questo successo come esempio di brani del loro primo repertorio che non incisero loro, ma che vennero registrati e portati al successo da altri artisti. La prima versione registrata dai Beatles risale ai concerti allo Star-Club di Amburgo, e venne pubblicata in bootlegs come Live! at the Star-Club in Hamburg, Germany; 1962. Probabilmente, il gruppo era venuto a conoscenza della canzone, un flop nel Regno Unito, grazie alla versione di Little Tony, SEMPRE DEL '59; a sostegno di ciò, Bob Wooler, DJ del Cavern Club, ricorda che un giorno McCartney prese in prestito il 45 giri di Romero, e che la sera stessa i Beatles lo eseguirono dal vivo; in breve, divenne uno dei pezzi più apprezzati dei concerti.
Una delle canzoni preferite di Macca, la band registrò la cover ben 5 volte per la BBC. La prima risale al 16 marzo 1963, quando, per lo show radiofonico Saturday Club. Ci ritornarono il 24 maggio per la prima versione di Pop Go the Beatles, mandata in onda il 4 del mese successivo; il 10 luglio, stavolta per la settima edizione di Pop Go the Beatles, trasmessa il 30; il 3 settembre, per la tredicesima rivisitazione di Pop Go the Beatles, risalente alla settimana successiva; ed, infine, il 7 gennaio 1964, per il Saturday Club del 15 febbraio. Quest'ultima versione inizia con una parte parlata di Paul, che racconta della presenza di The Hippy Hippy Shake nelle setlists dei loro concerti al Cavern, concludendo con "ora molti di voi la conosceranno", riferendosi quindi al recente successo dei Swinging Blue Jeans. La versione del 10 luglio è apparsa su Live at the BBC (1994), mentre quella del 10 settembre su On Air - Live at the BBC Volume 2 (2013).

### Altre versioni degne di nota
- Billy Fury - 1964
- Shane MacGowan and the Popes - 1996[3]